# Heimdallr

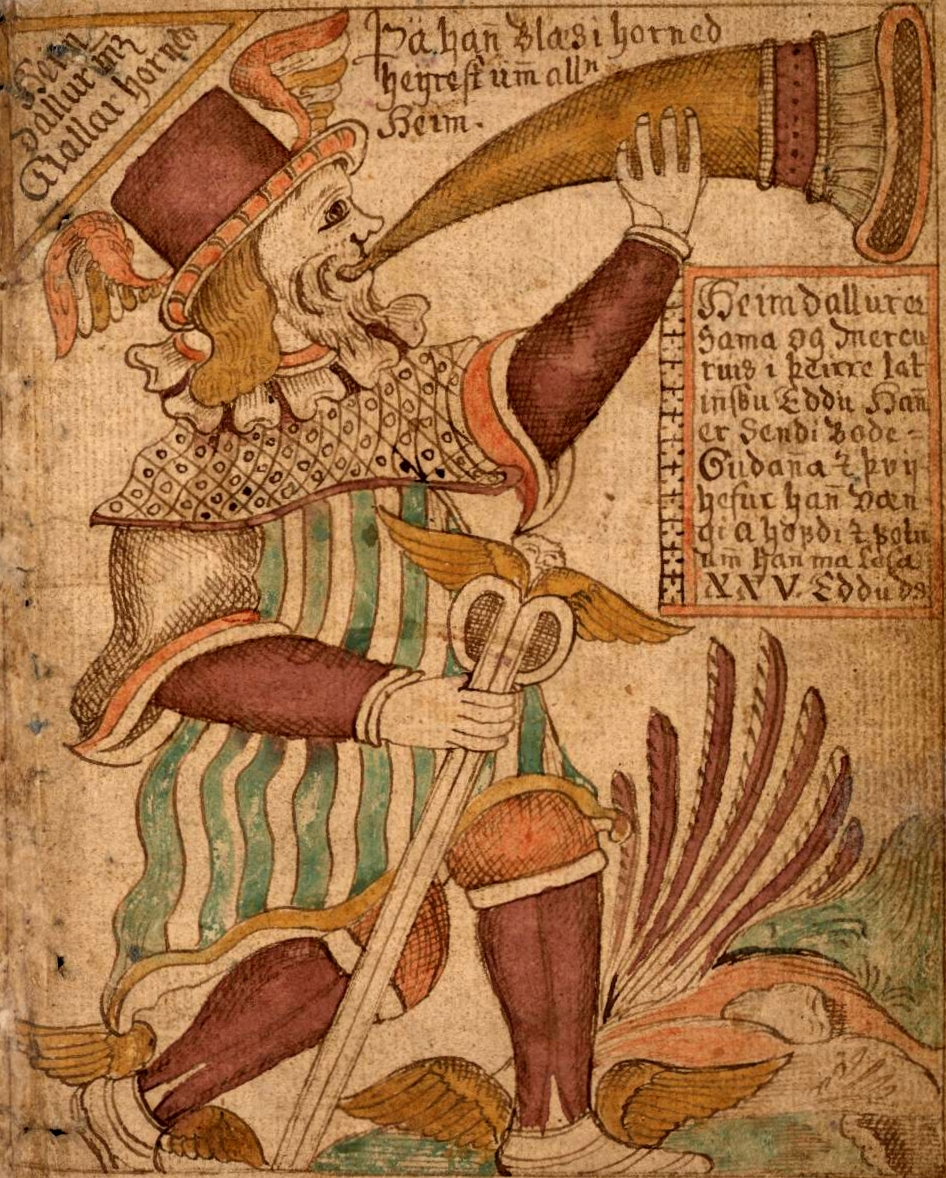
Heimdallr

Heimdallr è il dio della sorveglianza nella mitologia norrena. Egli è il guardiano del regno degli dei Asi e Vani e sorveglia il ponte Bifrǫst. I suoi sensi sono così acuti che può sentire l'erba crescere e il suo bisogno di dormire è ridotto oltre il minimo immaginabile, sicché non vi è bisogno di altri guardiani per Bifrǫst salvo il caso di sua assenza (normalmente per accompagnare lo stesso Odino o Thor).
Heimdallr ha con sé la sua magica spada Hǫfuð e il corno Gjallarhorn.

## Origini
Egli era figlio di nove madri diverse (cioè, un ciclo di onde del mare) e di Odino, le madri essendo le nove figlie di Ægir, identificabili con i cicli delle onde e cavalloni, ed era il custode del ponte Bifrǫst, insieme al gallo Gullinkamb, e il possessore del corno Gjallarhorn, che avrebbe trasmesso per l'intera Ásgarðr e fino alle sale del Valhalla il segnale dell'arrivo del nemico per la battaglia finale di Ragnarǫk. Soprannominato Dio Bianco, padre di tutti gli uomini: schiavi (thrall), liberi (karl) e nobili (jarl), avuti dalle tre unioni con donne mortali di diversa età, avvenenza e lignaggio, è identificato con l'ariete, le cui corna adornavano il suo elmo. La sua sala era chiamata Himinbjörg (protezione del paradiso) e il suo cavallo era Gulltoppr (nell'inglese Gold-top).
Il suo battesimo è stato molto originale (in ciò richiamando il mito greco di Achille), in quanto il corpicino fu cosparso di gocce di acqua fredda proveniente dai mari del nord, di una manciata di terra e di gocce di sangue di maiale consacrato, allo scopo d'infondergli forza e coraggio. Inoltre, per renderlo insensibile alle magie a distanza, fu sottoposto a una serie di riti iniziatici. Il guardiano del ponte di Bifrost, che collega Ásgarðr (residenza degli dei Æsir e Vanir) a Miðgarðr (residenza degli uomini), non è soltanto colui che, forte dei suoi sensi (udito e vista) ipersviluppati (120 leghe è la distanza dal limitare del campo di battaglia in cui, all'inizio di Ragnarǫk, si presenteranno le orde infernali di Múspell, guidate da Loki), avvertirà gli Æsir dell'arrivo del mortale nemico, ma è anche colui che, nella battaglia finale, ucciderà in combattimento lo stesso Loki, venendone a sua volta ucciso, mentre a Thor toccherà il compito di uccidere Jǫrmungrandr, altrimenti detto Miðgarðsormr, il linnormr (gigantesco drago/serpente), figlio di Loki, che uscirà dalle acque dell'oceano dopo avere circondato con le proprie spire il perimetro della terra e delimitato i confini del mare per la durata delle ere asgardiane.
È il simbolo della fedeltà e devozione del guerriero, oltre che il progenitore del genere umano o (quanto meno) dell'ordine sociale del popolo norreno e dei suoi contemporanei.

## Etimologia e derivati del nome
L'Edda in prosa di Snorri Sturluson riporta che un sinonimo per spada è testa di Heimdallr , perché Heimdallr fu colpito da una testa di uomo; questo è trattato nel poema Heimdalargaldr, di cui purtroppo non esiste più nessuna copia. Similarmente, un sinonimo di testa è spada di Heimdallr. Il significato può essere che Heimdallr era chiamato anche ariete, e le armi di un ariete sono le sue corna e la sua testa. Georges Dumézil nel 1959 suggerì che questo potrebbe essere anche il motivo per cui Heimdallr era chiamato Dio Bianco (bianco come il vello dell'ariete, ma anche come la schiuma delle onde).
Lo pseudonimo di Heimdallr Hallinskíði (bastone piegato) appare come sinonimo di "ariete", forse riferendosi alle corna dell'ariete che sono piegate, ricurve su sé stesse. Un altro pseudonimo di Heimdallr era Gullintanni (denti d'oro) potrebbe riferirsi al colore giallo che assumono i denti dei vecchi arieti, ma anche al riflesso della luce del firmamento sul ponte Bifrost. Dumézil cita la tradizione gallese che dice come le onde dell'oceano vengano in gruppi da nove e che la nona sia l'ariete:
L'antica pratica gallese, e quella moderna francese (bretone e normanna) e basca è quella di chiamare le onde con la schiuma bianca pecore, o, nella tradizione franco-normanna, "moutons" (montoni) proprio con riferimento alla nona onda, nona madre necessaria per il completamento del concepimento e della generazione di Heimdallr come descritto dalle saghe.

## Heimdallr nella letteratura
Snorri riferisce di Heimdallr come figlio di Odino. 
Heimdallr è destinato ad essere l'ultimo degli dei a morire durante il Ragnarǫk, quando lui e Loki si uccideranno a vicenda.
La prima strofa del poema eddico Vǫluspá riporta:
helgar kindir,

meiri ok minni

mögu Heimdallar.»
le sacre stirpi,

maggiori e minori

figli di Heimdallr.»
(Edda poetica -Völuspá - Profezia della Veggente)
Il poema eddico Rígsthula spiega la relazione delle stirpi degli uomini con Heimdallr descrivendo il modo in cui Ríg, identificato con Heimdallr in una breve introduzione in prosa al poema, generò i progenitori delle tre classi dell'umanità - schiavi (thrall), liberi (karl) e nobili (jarl) -, il più giovane dei quali, Jarl il Principe, originò a sua volta Kon il Giovane (in norreno "Kon ungr"), considerato come il primo re ("konungr") immortale. 
Hilda R. Ellis Davidson nel suo Gods and Myths of Northern Europe vede, come altri, un collegamento fra Heimdallr ed i Vanir, basato in parte sulla strofa 15 del poema eddico
Þrymskviða:
Come gli altri Vanir anche lui conosceva       bene il futuro.»
Il poema perduto Heimdallargaldr potrebbe aver contenuto il seguente testo, citato nel poema scaldico di Úlfr Uggason Húsdrápa di cui solo pochi frammenti sono stati preservati:
Nel poema anglosassone Beowulf, Brosingamen (Brísingamen) è riportato alla città splendente (forse Valhalla o Ásgarðr) da Hama (Heimdallr). Ma Hama fugge dalla "astuta ostilità" di Eormenric.
Georges Dumézil considera Heimdallr un antico dio Indo-Europeo, un tipo di dio che lui definisce primo dio, differente dall'essere il dio più importante. Il dio romano Giano sarebbe l'equivalente. Ma vi sono altri primi dei. Heimdallr è anche un dio struttura, che appare all'inizio ed è presente fino alla fine. Dumézil suggerì che la controparte indù fosse Dyaus - uno degli otto Vasus - che si reincarnò nell'eroe struttura Bhishma nell'epica Mahābhārata, essendo nati, lui e i suoi sette fratelli da un re mortale e dal fiume Gange che aveva preso a sua volta forma mortale. Ma i sette fratelli sono restituiti alla loro forma immortale, affogati dalla loro madre subito dopo la nascita. Solo Dyaus fu obbligato a vivere una vita intera sulla terra in forma di Bhishma. Bhishma è destinato a non avere mai il potere nelle sue mani o avere discendenti diretti, ma agisce come uno zio senza età come rappresentante della stirpe dei signori che discende tortuosamente dai suoi fratellastri, inclusi i cinque Pandava che rappresentano le quattro classi sociali: quella regale, i guerrieri nobili, la casta guerriera più bassa, e i pastori. Bhishma è l'ultimo a morire nella grande battaglia di Kurukshetra.
Comunque Branston (1980) ritiene che Heimdallr abbia le stesse origini del Vedico Agni, dio del fuoco, che è nato o si nasconde, secondo molti testi Vedici, nelle acque, e che è nato da due, sette, nove e dieci madri (a seconda delle fonti), con le dieci madri descritte a volte come le dieci dita che manipolano un bastone di legno per produrre il fuoco. Questa teoria sarebbe in accordo con quella di Viktor Rydberg.

## Influenze moderne

### Nella cultura di massa
- La divinità ha ispirato l'omonimo personaggio dei fumetti Marvel Comics, divenuto poi uno dei co-protagonisti del Marvel Cinematic Universe nel quale è interpretato dall'attore britannico Idris Elba. In tale versione il personaggio ha dei brillanti occhi color arancio-dorato e, in netto contrasto con la mitologia norrena, è di colore. Inoltre non viene mai detto che sia il fratello di Sif, né sembra esserlo.
- La divinità compare anche come antagonista in God of War Ragnarök.